# Thunbergia atriplicifolia
Thunbergia atriplicifolia är en akantusväxtart som beskrevs av Ernst Meyer. Thunbergia atriplicifolia ingår i släktet thunbergior, och familjen akantusväxter. Inga underarter finns listade i Catalogue of Life.